# Félix Alonso Arena
Fèlix Alonso Arena és un escultor  espanyol, nascut a Villamayor, (Piloña), Astúries, Principat d'Astúries, a 1931. Actualment resideix a la localitat piloñesa de Sevares.
Va començar els seus estudis artístics de la mà del pintor Oviedo Paulino Vicente, per passar més tardea l'Escola d'Arts i Oficis d'Oviedo.
Ingressa a l'Escola Superior de Belles Arts de San Fernando a Madrid a 1950 va cursar estudis allà fins a 1955, amb una beca de la Diputació d'Oviedo. A 1957 obtindrà una Beca de Mèrit amb la qual podrà ampliar els seus estudis a l'Escola Superior de Belles Arts de Santa Isabel d'Hongria a Sevilla, on es va especialitzar en imatgeria policroma.
Més tard, a 1961 aconsegueix una Beca de Mèrit amb la qual va a estudiar a Itàlia, on romandrà sis anys, després dels quals tornarà de nou a Astúries.
En aquesta nova etapa, Fèlix Alonso passa a ser Professor de l' Escola d'Arts i Oficis d'Oviedo i, des 1976 ia través d'un concurs oposició, esdevé Professor Numerari de Modelatge de l'esmentada Escola d'Arts Aplicades d'Oviedo on, arribant a ser catedràtic d'aquesta especialitat.
A 1975 porta a terme la seva primera exposició individual a Oviedo, en la Caixa d'Estalvis d'Astúries.
És un escultor que utilitza com a llenguatge el realisme figuratiu, aconseguint els seus majors èxits en l'àmbit del retrat i el monument públic, podent-se admirar obres seves en diverses localitats asturianes: Cangues d'Onís, Gijón, L'Entregu... Oviedo.
També ha realitzat un ampli treball en l'àmbit privat, destacant els seus busts.

## Activitat artística

### Obres Públiques
- Monumento a Pelayo, 1970, Cangues d'Onís, Asturias.[1][3]
- Monumento a Fleming, 1972, Vallín, Limanes, Oviedo.[1][3]
- Monumento a San Francisco de Asís, 1977. Oviedo.[1][3]
- Monumento a San Juan Bautista de la Salle, 1977, La Felguera, Asturias.[1][3]
- Monumento con Busto, 1977, Tuilla, Asturias.[1]
- Busto del pintor Marola, 1984, Parque de Isabel, la Católica, Gijón.[1][3]
- Busto de Alfonso Iglesias, 1985, Campo de San Francisco, Oviedo.[1][3]
- Monumento al doctor Dimas Martínez, 1986, Parque de la Laguna, L'Entregu, Asturias.[1]
- Busto de Paulino Vicente, 1988, Campo de San Francisco, Oviedo.[1][3]
- Monumento a Aída de la Fuente, 1997, Parque de San Pedro de los Arcos, Oviedo.[1]
- Homenaje al folklore asturiano y a Juanín de Mieres, 1999, La Corredoira, Oviedo.[1][3]
- «Aprendices de la Fábrica de Trubia», esculpido en 2001, Plaza del General Ordóñez, Trubia, Asturias.[1][3]
- Monumento a La Descarga, 2002, Cangas de Narcea, Asturias.[1][3]
- Asturcón, 2003, Parque Dolores Medio, Oviedo.[1][3]
- Maternidad, 2003, Campo de San Francisco, Oviedo.[1][3]

### Escultures religioses
- Imatge de Sant Ferran, 1956, Iglesia Castrense, Melilla.[1]
- Virgen de Covadonga, 1958, Centro Asturiano de la Habana, Cuba.[1][3]
- Cristo, 1961, Instituto de Estudios Asturianos, Oviedo.[1][3]
- Virgen de Covadonga, 1975, Basílica de Covadonga, Asturias.[1]
- Cristo con Cruz, 1979, Iglesia de Sevares, Piloña, Asturias.[1][3]
- Virgen de Covadonga, 1982, Puerto Rico.[1]
- Imatge de Sant Pere Apòstol, Iglesia de San Pedro, Sevares, Piloña, Asturias.[1]

### Obres en Museus i altres Institucions
- Monumento a José Fernández Buelta, Catedral de Oviedo.[1]
- Monumento a Carmen y Severo Ochoa, 1991, Hospital de Cangas de Narcea, Asturias.[1][3]
- Busto de Grande Covián, 1998, Hospital de Arriondas, Asturias.[1]

### Restauracions
- Escut i Corona, 1990, Fachada de la Catedral de Oviedo.[1]

### Premis i distincions
1952
Primer Premi de Dibuix "Carmen del Río", de Madrid.
Sin fecha
Primer Premi d'Escultura "Álvarez Pereira", Madrid.
Primer Premi d'Escultura "Madrigal", Madrid.
1956 aproximadamente
Primer Premi d'Escultura Ciudad de Melilla (pel bust del pintor Gabino Gaona).